# Château de la Sicorie
Le château de la Sicorie ou château de la Cicorie est un édifice du XIXe siècle, situé à 2 000 m au nord-ouest de Saint-Germain-le-Guillaume. Le ruisseau de la Cicorie forme la limite de Saint-Germain-le-Guillaume et de Chailland et se jette dans l'Ernée ; il est d'une longueur de 1 300 m.

## Désignation
- La Sicourie, 1453[1]
- La Cicorye, 1669[2].
- La Cicorie, manoir[3]
- La Sicorie[4]

## Histoire
La Sicorie était un fief et domaine relevant de Mayenne et de Ménil-Barré. Le seigneur présente en 1453 aux assises du Mans un registre par lequel il prétend prouver qu'il a droit de haute justice.
Le domaine comprend en 1566 «la maison seigneuriale, les métairie, closerie, estang et moulin, avec l'usage dans la forest de Mayenne, la Mitterie, la terre, fief et seigneurie de Corbon avec la sergentye et usage dans la forêt ». La maison seigneuriale était «circuytte de deux cours, circuyttes de murailles». 
L'ancien manoir, qui a été renouvelé presque complètement, avait deux petits frontons. 
Plusieurs descendants successifs de la famille des Vaux sont les propriétaires de la Sicorie. Un des fils de Guillaume Chouet, trésorier de France et maire de Tours en 1661, naît à la Sicorie en 1634. Le château passe ensuite aux mains de la famille Lefebvre de la Faluère, qui comporte plusieurs conseillers au parlement de Bretagne et au parlement de France. En 1897, M. Turpin de la Tréhardière vend le château à Roger Lambelin.

## Description
Le corps principal de la maison peut être daté de la fin du XVe siècle ou du début du XVIe siècle, comme en témoignent les fenêtres conservées de la travée nord de la façade arrière. L'aile nord et la tour d'escalier sont soit contemporaines, soit légèrement postérieures à cette période. L'ensemble a été remanié (et peut-être agrandi avec le pavillon sud) au XVIIIe siècle, selon les plans des élévations établis avant les travaux de la fin du XIXe siècle.
Acquis en 1897 par Roger Lambelin, le château a une nouvelle fois subi d'importants remaniements, cette fois dans le style néo-gothique, sous la direction de l'architecte Louis Guerrier. Les restaurations du manoir dirigées par Roger Lambelin l'ont entièrement transformé. Roger Lambelin s'est fait construire un cabinet de travail isolé. La date de 1900, inscrite sur la tour d'escalier à côté de la signature de l'architecte, marque probablement la fin des travaux du logis. 

## Chapelle

### Ancienne chapelle
La chapelle Saint-Louis de la Cicorie était ancienne, mais desservie dans l'église. La cloche de l'ancienne chapelle dont l’inscription a été mutilée, porte la date 1651. 

### Remaniement par Roger Lambelin
Il est également très probable que la chapelle ait été remaniée et que les communs aient été construits à la même période. La chapelle actuelle est sous le vocable de sainte Anne. Des peintures ornent l'intégralité des murs de la chapelle, au-dessus d'un lambris. Elles se composent d'une bande centrale encadrée par deux frises, l'une en haut et l'autre en bas. Ces peintures ont été réalisées par le peintre Louis Moriceau lors des travaux effectués par Roger Lambelin. La bande centrale est décorée d'un semis de fleurs de lys dorées sur un fond jaune. La frise supérieure est ornée de branches de chêne, tandis que la frise inférieure présente des tiges et des Fleur de lys entrelacées, le tout sur un fond bleu. Au centre de la chapelle, interrompant la frise supérieure, sont représentées les armes de France (d'azur à trois fleurs de lys d'or).
Les trois vitraux de la chapelle ont été commandés par Roger Lambelin, et réalisés en 1912 par Auguste Alleaume. Les vitraux de la chapelle représentent deux saints de lignée royale devant une tenture, au-dessus d'une bordure ornée de Fleur de lys.

## Annexes

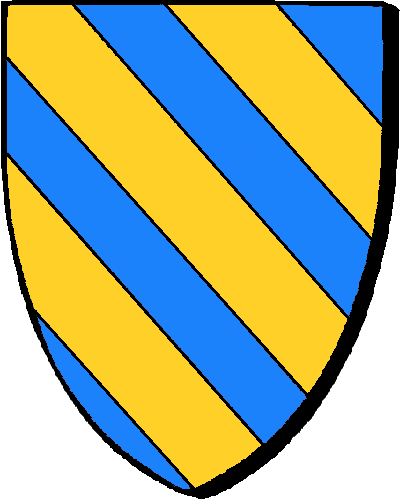
Armes de la famille Lefebvre de la Faluère : d'azur à 3 bandes d'or

## Sources
- « Château de la Sicorie », dans Alphonse-Victor Angot et Ferdinand Gaugain, Dictionnaire historique, topographique et biographique de la Mayenne, Laval, A. Goupil, 1900-1910 [détail des éditions] (BNF 34106789, présentation en ligne), t. I. et IV.
- Inventaire du patrimoine

## Sources utilisées par l'Abbé Angot
- Titres de la Cicorie, analysés par M. l'abbé Delépine.
- Titres de la fabrique de Saint-Germain-le-Guillaume.
- Archives nationales, P. 398 ; T. 603/5.
- Archives municipales de Mayenne.
- Insinuations ecclésiastiques.